# Loeseneriella ectypetala
Loeseneriella ectypetala är en benvedsväxtart som beskrevs av N. Hallé. Loeseneriella ectypetala ingår i släktet Loeseneriella och familjen Celastraceae. Inga underarter finns listade.